# Garcinia ochrocarpoides
Garcinia ochrocarpoides là một loài thực vật có hoa trong họ Bứa. Loài này được Jum. & H.Perrier mô tả khoa học đầu tiên năm 1910.